# Lilies of the Field (1963)
Lilies of the Field is een dramafilm uit 1963 geregisseerd door Ralph Nelson. De hoofdrollen worden gespeeld door Sidney Poitier en Lilia Skala. De film is gebaseerd op het gelijknamige boek van William Edmund Barrett.
De film werd genomineerd voor vijf Oscars, waaronder de Oscar voor beste film. De film wist uiteindelijk één nominatie te verzilveren.

## Rolverdeling
| Acteur           | Personage            |
| ---------------- | -------------------- |
| Sidney Poitier   | Homer Smith          |
| Lilia Skala      | Moeder Maria         |
| Lisa Mann        | Zuster Gertrude      |
| Isa Crino        | Zuster Agnes         |
| Francesca Jarvis | Zuster Albertine     |
| Pamela Branch    | Zuster Elizabeth     |
| Stanley Adams    | Juan Acalito         |
| Dan Frazer       | Vader Murphy         |
| Jester Hairston  | Homer Smith zingende |
| Ralph Nelson     | Mr. Ashton           |

## Prijzen en nominaties
| Jaar | Prijs                    | Categorie      | Genomineerde(n) | Uitslag     |
| ---- | ------------------------ | -------------- | --------------- | ----------- |
| 1964 | Academy Awards           | Beste film     | Beste film      | Genomineerd |
| 1964 | Beste acteur             | Sidney Poitier | Gewonnen        |             |
| 1964 | Beste vrouwelijke bijrol | Lilia Skala    | Genomineerd     |             |
| 1964 | Beste camerawerk         | Ernest Hailer  | Genomineerd     |             |
| 1964 | Beste bewerkte scenario  | James Poe      | Genomineerd     |             |